# The Lively Set
The Lively Set is een Amerikaanse dramafilm uit 1964 onder regie van Jack Arnold.

## Verhaal
De jonge monteur Casey Owens heeft een turbinemotor ontworpen. Hij wordt ingehuurd door de miljonair Stanford Rogers om een supersnelle bolide te ontwerpen. Stanford wil ermee als coureur deelnemen aan een autorace. De student Chuck Manning ontdekt gebreken in het ontwerp. Na een mislukte test valt Stanford terug op zijn oude auto, maar Casey en Chuck willen de motor toch verbeteren om deel te nemen aan de wedstrijd.

## Rolverdeling
| Acteur            | Personage         |
| ----------------- | ----------------- |
| James Darren      | Casey Owens       |
| Pamela Tiffin     | Eadie Manning     |
| Doug McClure      | Chuck Manning     |
| Joanie Sommers    | Doreen Grey       |
| Marilyn Maxwell   | Marge Owens       |
| Charles Drake     | Paul Manning      |
| Peter Mann        | Stanford Rogers   |
| Carole Wells      | Mona              |
| Frances Robinson  | Celeste Manning   |
| Greg Morris       | Verkeersagent     |
| Ross Elliott      | Ernie Owens       |
| Russ Conway       | Dave Moody        |
| Martin Blaine     | Professor Collins |
| Max Schumacher    | Zichzelf          |
| Dick Whittinghill | Zichzelf          |